# San Juan Xiutetelco
San Juan Xiutetelco är en kommunhuvudort i Mexiko.   Den ligger i kommunen Xiutetelco och delstaten Puebla, i den sydöstra delen av landet, 190 km öster om huvudstaden Mexico City. San Juan Xiutetelco ligger 1 941 meter över havet och antalet invånare är 6 971.
Terrängen runt San Juan Xiutetelco är bergig. Runt San Juan Xiutetelco är det ganska tätbefolkat, med 149 invånare per kvadratkilometer. Närmaste större samhälle är Teziutlan, 4,3 km nordväst om San Juan Xiutetelco. I omgivningarna runt San Juan Xiutetelco växer huvudsakligen savannskog.